# Deltona
Deltona – miasto w Stanach Zjednoczonych, w stanie Floryda, w hrabstwie Volusia.

## Miasta partnerskie
- Sanford